# Bernard Nsayi
Bernard Nsayi (né en 1943 à Mindouli en république du Congo, alors Afrique équatoriale française et mort le 12 février 2021 à Rome) est un évêque émérite de Nkayi.

## Biographie
Bernard Nsayi reçoit son ordination sacerdotale le 17 juin 1971. 
Le pape Jean-Paul II le nomme le 7 juillet 1990 évêque de Nkayi. Sa consécration épiscopale a été reçue du nonce apostolique en république populaire du Congo, Beniamino Stella, le 16 septembre de la même année; les autres co-consécrateurs étaient Ignace Matondo Kwa Nzambi, CICM, évêque de Basankusu au Zaïre, et Ernest Kombo SJ, évêque d'Owando. 
Sa devise est : « Annuntiate Verbum Dei ». 
Il a été président de la Conférence épiscopale du Congo entre 1993 et 1997. 
Il démissionne de sa charge épiscopale le 16 octobre 2001, remplacé par Daniel Mizonzo. 